# Юрьевка (Новокузнецкий район)
Ю́рьевка — посёлок в Новокузнецком районе Кемеровской области. Входит в состав Сосновского сельского поселения.

## География
Центральная часть населённого пункта расположена на высоте 296 м над уровнем моря.

## Население
| 2010 |
| ---- |
| 25   |

### Половой состав
По данным Всероссийской переписи населения 2010 года, в посёлке Юрьевка проживало 25 человек (16 мужчин, 9 женщин).